# Swiss Open Gstaad 2019
Swiss Open Gstaad 2019, oficiálně se jménem sponzora J. Safra Sarasin Swiss Open Gstaad 2019, byl tenisový turnaj pořádaný jako součást mužského okruhu ATP Tour, který se odehrával na otevřených antukových dvorcích s centrální arénou Roye Emersona. Probíhal mezi 22. až 28. červencem 2019 ve švýcarském Gstaadu jako padesátý druhý ročník turnaje.
Turnaj s rozpočtem 586 140 eur patřil do kategorie ATP Tour 250. Nejvýše nasazeným hráčem ve dvouhře se stal třináctý tenista světa Roberto Bautista Agut ze Španělska, kterého ve čtvrtfinále vyřadil Portugalec João Sousa. Jako poslední přímý účastník do hlavní singlové soutěže nastoupil 132. hráč žebříčku Ital Stefano Travaglia.
Druhý singlový titul na okruhu ATP Tour v sedmém kariérním finále vybojoval Španěl Albert Ramos-Viñolas. Deblovou soutěž ovládla belgická dvojice Sander Gillé a Joran Vliegen, jejíž členové získali druhé trofeje ze čtyřhry.

## Rozdělení bodů a finančních odměn

### Rozdělení bodů
| Soutěž  | vítězové | finalisté | semifinalisté | čtvrtfinalisté | 16 v kole | 32 v kole | Q  | Q2 | Q1 |
| ------- | -------- | --------- | ------------- | -------------- | --------- | --------- | -- | -- | -- |
| dvouhra | 250      | 150       | 90            | 45             | 20        | 0         | 12 | 6  | 0  |
| čtyřhra | 250      | 150       | 90            | 45             | 0         | —         | —  | —  | —  |

### Finanční odměny
| Soutěž                              | vítězové | finalisté | semifinalisté | čtvrtfinalisté | 16 v kole | 32 v kole |
| ----------------------------------- | -------- | --------- | ------------- | -------------- | --------- | --------- |
| dvouhra                             | 90 390 € | 48 870 €  | 26 990 €      | 15 335 €       | 8 815 €   | 5 285 €   |
| čtyřhra                             | 29 650 € | 15 200 €  | 8 240 €       | 4 710 €        | 2 760 €   | —         |
| částka ve čtyřhře je uvedena na pár |          |           |               |                |           |           |

## Mužská dvouhra

### Nasazení
| Stát                             | Hráč                    | ATP | Nasazení |
| -------------------------------- | ----------------------- | --- | -------- |
| Španělsko                        | Roberto Bautista Agut   | 13. | 1.       |
| Španělsko                        | Fernando Verdasco       | 26. | 2.       |
| Srbsko                           | Dušan Lajović           | 36. | 3.       |
| Itálie                           | Lorenzo Sonego          | 51. | 4.       |
| Portugalsko                      | João Sousa              | 56. | 5.       |
| Španělsko                        | Roberto Carballés Baena | 77. | 6.       |
| Španělsko                        | Pablo Andújar           | 79. | 7.       |
| Francie                          | Corentin Moutet         | 81. | 8.       |
| Žebříček ATP k 15. červenci 2019 |                         |     |          |

### Jiné formy účasti
Následující hráči obdrželi divokou kartu do hlavní soutěže:
- Sandro Ehrat
- Marc-Andrea Hüsler
- Tommy Robredo

Následující hráči nastoupili do hlavní soutěže pod žebříčkovou ochranou:
- Steve Darcis
- Cedrik-Marcel Stebe

Následující hráči postoupili z kvalifikace:
- Filippo Baldi
- Daniel Elahi Galán
- Gian Marco Moroni
- Dennis Novak

### Odhlášení
před zahájením turnaje
- Matteo Berrettini → nahradil jej  Jiří Veselý
- Guido Pella → nahradil jej  Thomas Fabbiano

## Mužská čtyřhra

### Nasazení
| Stát                                                                         | Hráč            | Stát      | Hráč           | ATP  | Nasazení |
| ---------------------------------------------------------------------------- | --------------- | --------- | -------------- | ---- | -------- |
| Rakousko                                                                     | Philipp Oswald  | Slovensko | Filip Polášek  | 102. | 1.       |
| Ukrajina                                                                     | Denys Molčanov  | Slovensko | Igor Zelenay   | 132. | 2.       |
| Argentina                                                                    | Guillermo Durán | Argentina | Andrés Molteni | 132. | 3.       |
| Belgie                                                                       | Sander Gillé    | Belgie    | Joran Vliegen  | 134. | 4.       |
| Žebříček ATP k 15. červenci 2019 ; číslo je součtem umístění obou členů páru |                 |           |                |      |          |

### Jiné formy účasti
Následující páry obdržely divokou kartu do hlavní soutěže:
- Sandro Ehrat /  Luca Margaroli
- Marc-Andrea Hüsler /  Jakub Paul

### Odhlášení
před zahájením turnaje
- Guido Pella

## Přehled finále

### Mužská dvouhra
- Albert Ramos-Viñolas vs.  Cedrik-Marcel Stebe, 6–3, 6–2

### Mužská čtyřhra
- Sander Gillé /  Joran Vliegen vs.  Philipp Oswald /  Filip Polášek, 6–4, 6–3